# Bernardino da Bissone

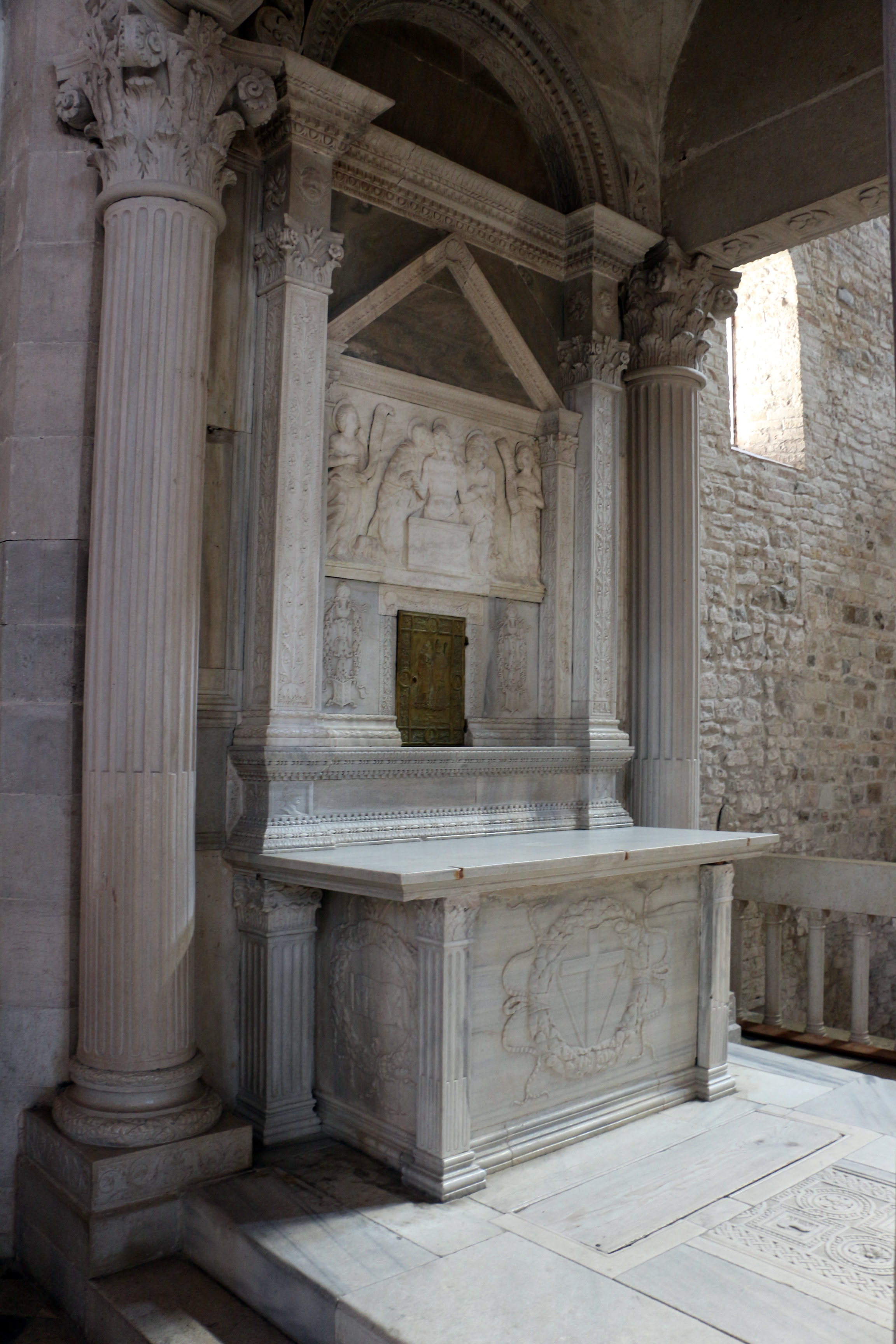
Altare del sacramento, 1490-1510 ca, Basilica di Santa Maria Assunta (Aquileia)

Bernardino da Bissone detto Mediolanensis (di Milano) od il Furlano (Bissone, 1470 circa – Tricesimo, 1521) è stato uno scultore italiano.

## Biografia
Non è noto l'anno in cui cominciò la sua attività di scultore; tuttavia si sa con certezza che intraprese questa professione perlomeno a partire dal 1490, quando risulta essere attivo a Venezia per scolpire la balaustra della Scala dei Giganti.
Svolge la sua carriera d'artista principalmente entro i confini della Repubblica di Venezia; tra le sue opere più famose vi sono la scala del Palazzo Ducale di Scutari, all'epoca città veneziana, il fonte battesimale della chiesa di Tolmezzo, una pala d'altare in marmo oltre all'altare del Santissimo Sacramento e ad una tribuna per la Basilica di Aquileia, il fonte battesimale ed un'acquasantiera per la chiesa di Venzone ed il portale della chiesa di Santa Maria delle Grazie di Gemona. Contribuisce alla decorazione scultorea di Palazzo Ducale a Venezia.
Attivo in Friuli, avendo sposato nel 1505 una friulana ed avendo acquisito nel 1506 la cittadinanza della città di Udine, quivi realizza il portale della chiesa del santuario della Beata Vergine delle Grazie, l'acquasantiera nel Duomo ed il portale della chiesa di San Cristoforo.
Nella città che scelse come dimora per la sua famiglia, Tricesimo, aveva collaborato alla realizzazione della locale pieve.

## Galleria d'immagini

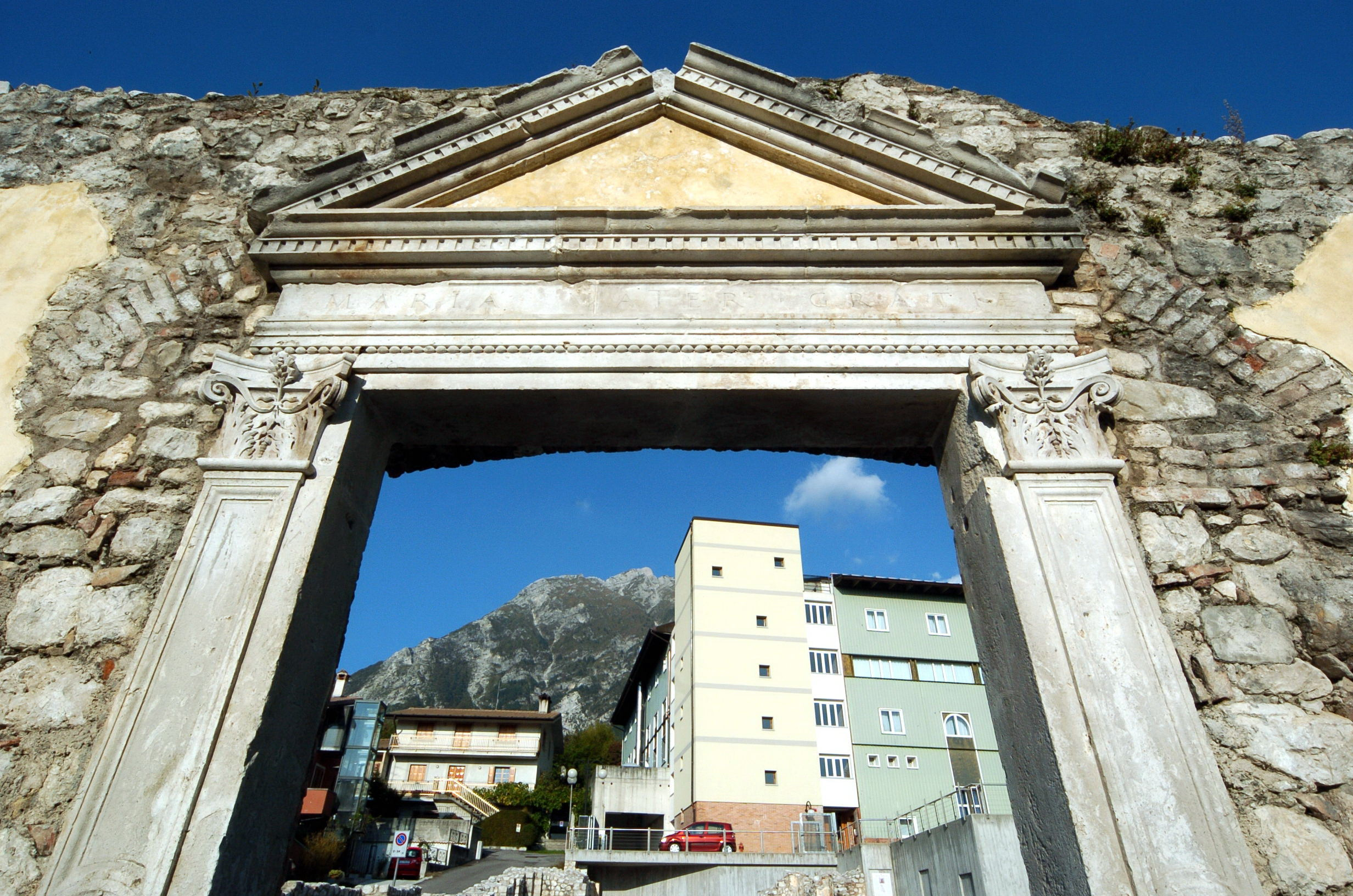
Il portale della Chiesa della Beata Vergine delle Grazie a Gemona del Friuli
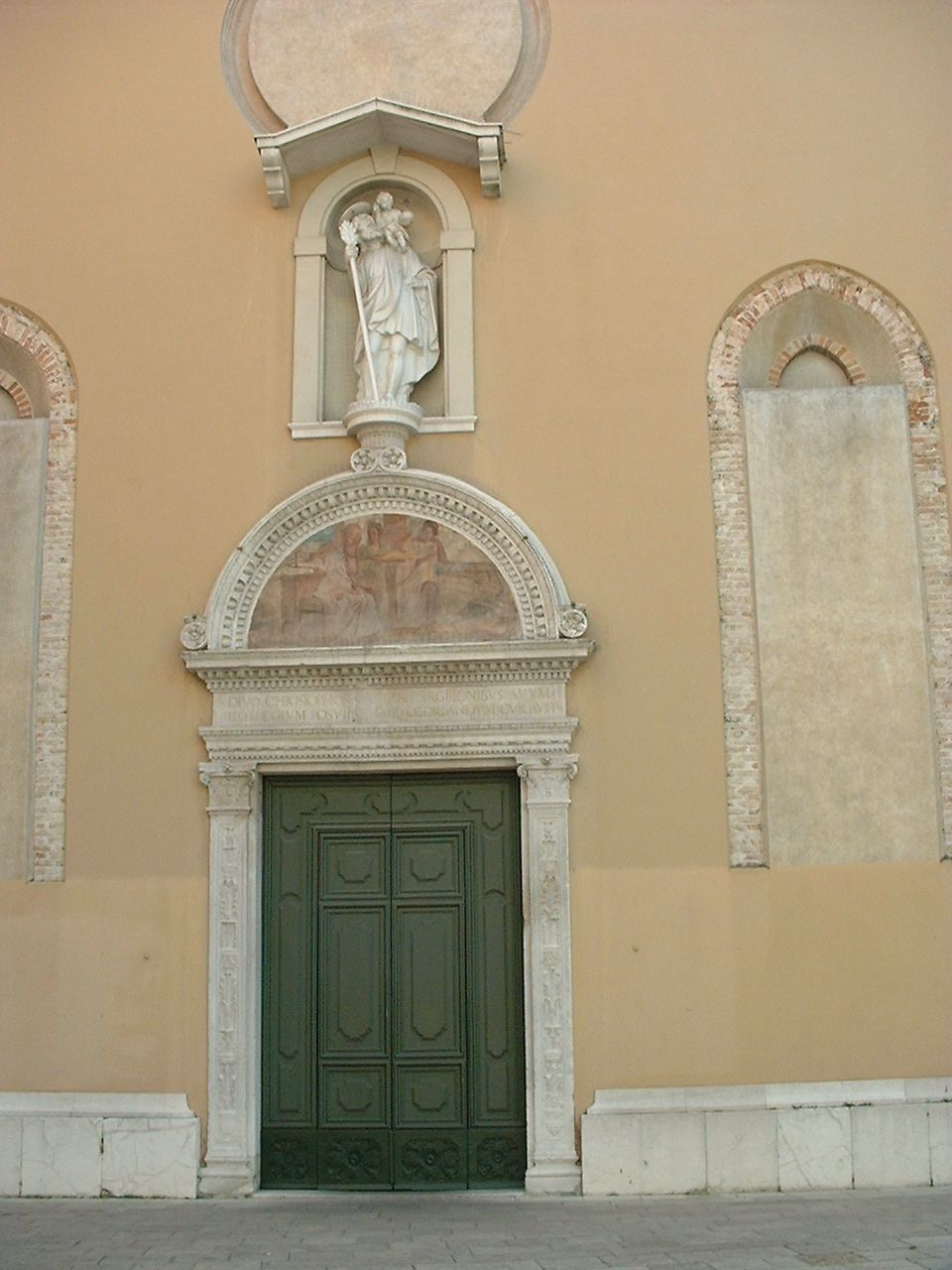
Il portale della Chiesa di San Cristoforo a Udine
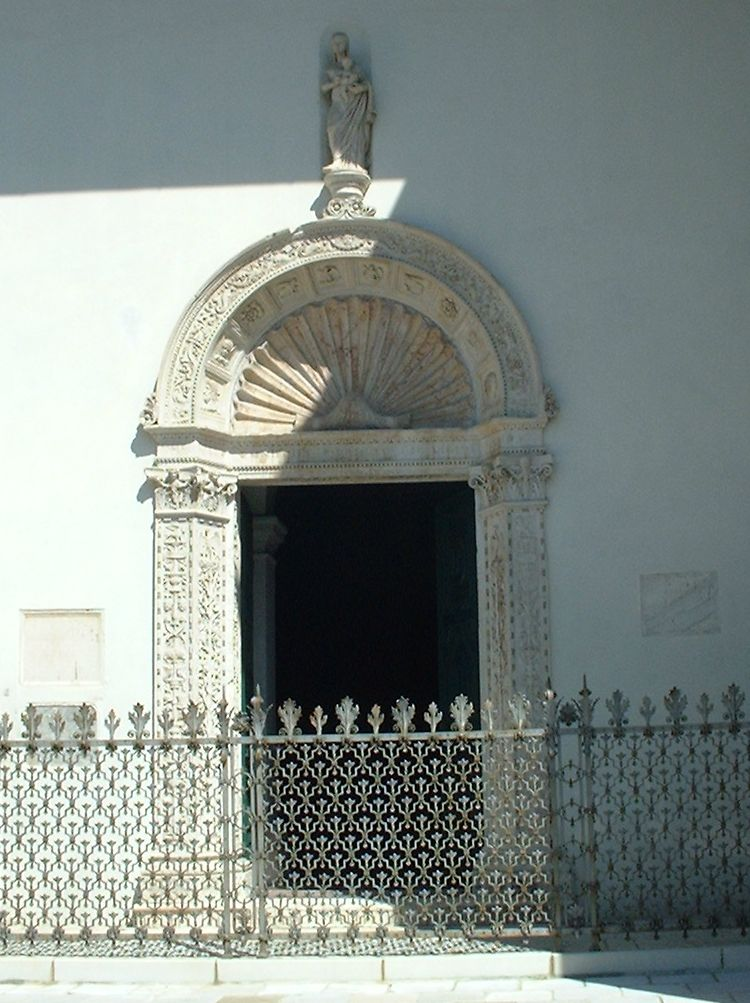
Portale della Pieve di Tricesimo